# Jöran Nordberg
Jöran Nordberg, född 3 september 1677 i Stockholm, död 23 mars 1744, var en svensk präst, känd som författare av Karl XII:s historia.

## Biografi
Nordberg, som var son till en hökare, blev student vid Uppsala universitet 1691, filosofie magister och präst 1703 och anställdes som predikant vid artilleriet. Från denna tid följde han den svenska hären på alla dess fälttåg ända till Poltava, där han föll i rysk fångenskap. Karl XII utnämnde honom till förste predikant vid livdrabantkåren och ordinarie hovpredikant och under fångenskapen höll han predikningar för de svenska generaler, som också hölls fångna. 
Efter flera förflyttningar i Ryssland utväxlades han 1715, och fick återvända till Sverige. Han begav sig samma år till kungen, vilken då var i Stralsund, och utnämndes till hans biktfader samt preses i fältkonsistorium. Därifrån följde han honom till Skåne och under första fälttåget till Norge, men blev 1717 pastor i Klara och Olai församlingar i Stockholm, vilka då var förenade. Han innehade ämbetet fram till sin död 1744. Han var riksdagsman vid riksdagarna 1719, 1723 och 1731, och var bankofullmäktig och ledamot av kommissionen över rikets försvarsmerk samt Ecklesiastikdeputationen. År 1732 promoverades Nordberg till teologie doktor.
År 1731 fick Nordberg i uppdrag att skriva Konung Carl den XII:s historia, och erhöll därmed tjänstledighet från sina politiska befattningar. Den utkom 1740 i två band och översattes på flera språk. Trots avsevärda brister blev detta arbete en huvudkälla till kunskapen om kungens liv. Vissa uteslutna partier, som länge oriktigt troddes vara censurerade av Ulrika Eleonora utgavs 1754 under titeln Anecdoter.
Nordberg var en god talare och hade högt anseende både vid hovet och i världen. Han författade även Anmärkning öfver Lewenhaupts öfversättning af Evangelii sedolära, Företal till Nya Testamentet, samt S:ta Claræ Closter 1727 och flera likpredikningar, för vilka han ofta anlitades. Han ligger begravd i Adolf Fredriks kyrka i Stockholm.